# Kazys Ladiga
Kazys Ladiga, litovski general, * 1893, † 1941.